# Glypta striatifrons
Glypta striatifrons là một loài tò vò trong họ Ichneumonidae.